# Suezichthys arquatus
Suezichthys arquatus là một loài cá biển thuộc chi Suezichthys trong họ Cá bàng chài. Loài này được mô tả lần đầu tiên vào năm 1985.

## Từ nguyên
Từ định danh của loài cá này trong tiếng Latinh có nghĩa là "có màu như cầu vồng", hàm ý đề cập đến màu sắc bắt mắt của chúng.

## Phạm vi phân bố và môi trường sống
S. arquatus có phạm vi phân bố ở Tây Thái Bình Dương. Loài này đã được ghi nhận dọc theo bờ biển Đông Úc, bao gồm các hòn đảo ngoài khơi là đảo Lord Howe và đảo Norfolk; Bắc New Zealand và quần đảo Kermadec; phía nam Nouvelle-Calédonie. S. arquatus còn mở rộng phạm vi xa hơn về phía bắc, khi chúng được phát hiện ở bờ đông bán đảo Izu và tại quần đảo Ogasawara (Nhật Bản).
Loài này sống gần các rạn đá ngầm có nhiều tảo biển và bọt biển trên nền đáy cát, từ khu vực cửa biển cho đến các vùng xa bờ ở độ sâu khoảng từ 6 đến 100 m.

## Mô tả
S. arquatus có chiều dài cơ thể tối đa được ghi nhận là 13,5 cm. Đây là loài lưỡng tính tiền nữ.
Cá đực có thân trên màu ô liu, thân dưới màu vàng lục và trắng ở bụng. Có những đường sọc màu xanh lam (đứt đoạn thành những hàng đốm ở thân dưới) dọc theo chiều cơ thể ở hai bên thân. Đầu có nhiều vệt sọc màu xanh lam và màu hồng tím lan rộng ra nắp mang. Vây lưng và vây hậu môn màu đỏ tía sẫm với rìa màu xanh lam óng. Vây đuôi có một sọc chéo màu vàng ở nửa trên, nửa dưới của đuôi màu đỏ. Vây ngực trong suốt với các tia đỏ. Vây bụng màu xanh lam.
Cá con và cá cái đang trưởng thành có màu đỏ ở thân trên, chuyển dần sang màu trắng đến vàng ở nửa dưới, thường có các hàng đốm mờ màu xanh lam dọc theo hai bên thân. Đốm đem viền trắng xuất hiện ở nửa trên của cuống đuôi, cũng như phía trước và phía sau của vây lưng.
Số gai ở vây lưng: 9; Số tia vây ở vây lưng: 11; Số gai ở vây hậu môn: 3; Số tia vây ở vây hậu môn: 10; Số gai ở vây bụng: 1; Số tia vây ở vây bụng: 5; Số đốt sống: 25.